# Liste der Kulturdenkmale in Doberschwitz
In der Liste der Kulturdenkmale in Doberschwitz sind die Kulturdenkmale des Leisniger Ortsteils Doberschwitz verzeichnet, die bis Mai 2023 vom Landesamt für Denkmalpflege Sachsen erfasst wurden (ohne archäologische Kulturdenkmale). Die Anmerkungen sind zu beachten.
Diese Aufzählung ist eine Teilmenge der Liste der Kulturdenkmale in Leisnig.

## Doberschwitz
| Bild                                    | Bezeichnung                                                            | Lage                    | Datierung                                                            | Beschreibung | ID       |
| --------------------------------------- | ---------------------------------------------------------------------- | ----------------------- | -------------------------------------------------------------------- | --- | -------- |
| Direkt Bild zu diesem Denkmal hochladen | Brücke                                                                 | Doberschwitz (Karte)    | 1. Hälfte 19. Jahrhundert                                            | Bruchsteinerne Bogenbrücke über den Dorfbach, dokumentiert alte Ortsstruktur, von bau- und ortsgeschichtlichem Wert. Kleine einjochige Steinbogenbrücke mit gerader Fahrbahn zur Überquerung eines Feldweges über den Dorfbach, möglicherweise 19. Jahrhundert (keine Bezeichnung an der Brücke). Diese einfachen, technisch anspruchslosen Brücken gehörten in den vergangenen Jahrhunderten zum Ortsbild fast jeden Dorfes. Durch Hochwasser und Straßenbaumaßnahmen gehen immer mehr dieser kleinen Bauwerke verloren, so dass den noch erhaltenen eine wichtige geschichtliche Bedeutung zukommt. Sie prägen das Ortsbild, zugleich sind sie Zeugnisse der Dorfstruktur und des ländlichen Bauhandwerks. | 09208161 |
| Direkt Bild zu diesem Denkmal hochladen | Brücke                                                                 | Doberschwitz (Karte)    | 19. Jahrhundert                                                      | Bruchsteinerne Bogenbrücke über den Dorfbach, Zeugnis der alten Dorfstruktur. Einbogige Bruchsteinbrücke mit leicht gebogener Fahrbahn. Zeittypische Überführung eines kleinen Fahrweges über den Dorfbach in gutem Originalzustand. Der Denkmalwert leitet sich ab vom orts- und baugeschichtlichen Wert der Brücke. | 09208156 |
| Direkt Bild zu diesem Denkmal hochladen | Herrenhaus eines Bauernhofes                                           | Doberschwitz 1 (Karte)  | Um 1900                                                              | Markanter, gründerzeitlicher Putzbau von baukünstlerischer Qualität, ungewöhnliche Architektur für die Gemeinde sowie regionalgeschichtlich und baugeschichtlich bedeutsam. Zweigeschossig, klassizistische Putzgliederung, originale Gewände, neue Fenster. Seitengebäude massiv, zweigeschossig, Porphyrgewände, Satteldach. Herrenhaus des größten Bauerngutes im Ort, vermutlich um 1890 erbaut. Vermutlich gehörte das Gut im 19. und beginnenden 20. Jahrhundert den Landwirten Däweritz. Bedeutung erlangte Ernst Friedrich Däweritz (1839–1914), der als Bauherr des einem Herrenhaus ähnelnden Wohnhauses in Frage kommt. Er war Sohn des Pferdners und Ortsrichters Georg Ernst Däweritz. Ernst Friedrich Däweritz, von 1886 bis 1900 stellvertretender Vorsitzender und bis 1906 Vorsitzender des Konservativen Vereins für Leisnig, dem er seit seiner Gründung angehörte, vertrat zwischen 1899 und 1909 den 26. ländlichen Wahlkreis in der II. Kammer des Sächsischen Landtags. Das repräsentative villenartige Wohnhaus ist ein zweigeschossiger Putzbau über rechteckigem Grundriss mit Mittelrisalit. Gegliedert wird die Fassade durch ein umlaufendes Gurtgesims, Putznutungen, waagerechte Fensterverdachungen und Segmentbogenverdachungen. Prägend ist der von Säulen getragene Balkon an der Schauseite des Hauses. Die architektonische Qualität des Hauses begründet den baukünstlerischen Wert dieses Kulturdenkmals, welches zugleich regionalgeschichtlich und baugeschichtlich bedeutsam ist als Zeugnis einer prosperierenden Landwirtschaft des 19. Jahrhunderts in diesem Landschaftsraum und der beginnenden Verstädterung der bäuerlichen Wohnhäuser im ausgehenden 19. Jahrhundert. | 09208157 |
|                                         | Holzmühle                                                              | Doberschwitz 4A (Karte) | 1781                                                                 | Von bau- und ortsgeschichtlicher Bedeutung. Die ursprüngliche Mahl-, Öl- und Schneidemühle wurde bereits 1548 erwähnt. Im Jahr 1781 abgebrannt und anschließend wieder aufgebaut. Später als Getreide- und Schrotmühle genutzt, heute Wohnhaus. Mühlentechnik (Mahlsteine) teils erhalten, Wasserrad dagegen nicht mehr. Zweigeschossiges Mühlernwohnhaus, Erdgeschoss massiv, Obergeschoss nur noch auf Giebelseite Fachwerk, steiles Satteldach. Auf der abgewandten Traufseite ehemaliges Sitznischenportal aus Rochlitzer Porphyrtuff (möglicherweise vom Vorgängerbau) erhalten. Im Gebäude im Erdgeschoss teils Kreuzgratgewölbe vorhanden. Zum Anwesen gehört ein giebelseitig angebautes Wirtschaftsgebäude, ebenfalls zweigeschossig in Fachwerkbauweise. Der Denkmalwert ergibt sich aus dem orts- und baugeschichtlichen Wert auf Grund der Funktion und des hohen Baualters und der Authentizität. | 09208155 |
| Weitere Bilder                          | Schössermühle und Seitengebäude                                        | Doberschwitz 7 (Karte)  | Anfang 19. Jahrhundert (Mühle); Ende 19. Jahrhundert (Seitengebäude) | Von orts- und technikgeschichtlicher Bedeutung, ortsbildprägende Anlage. 1950 Umstellung von Wasserkraft auf elektrischen Antrieb, Mahlmühle und Sägemühle erhalten, Mühlentechnik vorhanden, Mühle wurde um 2001 saniert. Mühlengebäude und Seitengebäude einer Mahl- und Sägemühle, davon das Mühlengebäude, zugleich Wohnhaus, 1823 erbaut. Das Mühlengebäude prägt durch seine Lage und Größe, aber auch durch seine intakte Fachwerkkonstruktion im Obergeschoss das Ortsbild maßgeblich. Abgeschlossen wird der original erhaltene Bau durch ein hohes Krüppelwalmdach mit Fledermausgauben. Das Seitengebäude ist ein Massivbau aus dem ausgehenden 19. Jahrhundert mit flachgeneigtem Satteldach, welches ebenfalls in gutem Originalzustand überliefert ist. Die Mühlentechnik blieb erhalten. 1950 erfolgte die Umstellung von Wasserkraft auf elektrischen Antrieb. Die Mühle wurde um 2001 denkmalgerecht saniert. Der Denkmalwert ergibt sich aus der regionalgeschichtlichen Bedeutung auf Grund seiner Nutzungsgeschichte sowie aus dem baugeschichtlichen Wert beider Gebäude als typische Bauten ihrer Entstehungszeit. | 09208162 |
| Direkt Bild zu diesem Denkmal hochladen | Ehemalige Herforth-Mühle mit Mühlenwohnhaus, Scheune und Seitengebäude | Doberschwitz 10 (Karte) | 17. Jahrhundert                                                      | Von orts- und technikgeschichtlicher Bedeutung, Renaissance-Sitznischenportal am Wohnhaus, von baugeschichtlichem Wert. Als Mahlmühle im 16. Jahrhundert erbaut, wovon auch noch das erhaltene Portalgewände am Wohnhaus Zeugnis ablegt. Urkundlich ist die Übernahme der Mühle durch den zweiten Besitzer im Jahr 1670 belegt. - Wohnhaus: Erdgeschoss massiv mit Porphyrportal, Obergeschoss Fachwerk (verputzt) - Seitengebäude: Erdgeschoss massiv, Obergeschoss Fachwerk (verputzt) - Scheune: massiv mit altem Dach, Anbau an Hoftraufseite ohne Denkmalwert Keine Mühlentechnik erhalten. Das Mühlengebäude wurde zum Wohnhaus umgebaut. Das Hausensemble der Mühle prägt eindrucksvoll das Ortsbild. Als ehemalige Mühle war der Komplex von regionalgeschichtlicher Bedeutung. Das hohe Alter des Wohnhauses und die Authentizität (das trifft auch auf die Wirtschaftsgebäude zu) begründen die baugeschichtliche Bedeutung. | 09208159 |
| Direkt Bild zu diesem Denkmal hochladen | Häusleranwesen                                                         | Doberschwitz 11 (Karte) | Um 1700                                                              | Alte Fachwerk-Konstruktion mit Thüringer-Leiter-Motiv im Obergeschoss, von baugeschichtlichem Wert. Kleines Häusleranwesen, um 1700 erbaut, baulich später leicht überformt. Erdgeschoss und Giebel massiv ersetzt, Fachwerkkonstruktion im Obergeschoss mit sogenannter „Thüringer Leiter“ mit Kopfstrebe. Abschluss durch Satteldach. Das hohe Alter des Hauses und die relativ seltene Fachwerkkonstruktion in dieser Hauslandschaft begründen den baugeschichtlichen Wert des Hauses. | 09208158 |

## Tabellenlegende
- Bild: Bild des Kulturdenkmals, ggf. zusätzlich mit einem Link zu weiteren Fotos des Kulturdenkmals im Medienarchiv Wikimedia Commons. Wenn man auf das Kamerasymbol klickt, können Fotos zu Kulturdenkmalen aus dieser Liste hochgeladen werden:
- Bezeichnung: Denkmalgeschützte Objekte und ggf. Bauwerksname des Kulturdenkmals
- Lage: Straßenname und Hausnummer oder Flurstücknummer des Kulturdenkmals. Die Grundsortierung der Liste erfolgt nach dieser Adresse. Der Link (Karte) führt zu verschiedenen Kartendiensten mit der Position des Kulturdenkmals. Fehlt dieser Link, wurden die Koordinaten noch nicht eingetragen. Sind diese bekannt, können sie über ein Tool mit einer Kartenansicht einfach nachgetragen werden. In dieser Kartenansicht sind Kulturdenkmale ohne Koordinaten mit einem roten bzw. orangen Marker dargestellt und können durch Verschieben auf die richtige Position in der Karte mit Koordinaten versehen werden. Kulturdenkmale ohne Bild sind an einem blauen bzw. roten Marker erkennbar.
- Datierung: Baubeginn, Fertigstellung, Datum der Erstnennung oder grobe zeitliche Einordnung entsprechend des Eintrags in der sächsischen Denkmaldatenbank
- Beschreibung: Kurzcharakteristik des Kulturdenkmals entsprechend des Eintrags in der sächsischen Denkmaldatenbank, ggf. ergänzt durch die dort nur selten veröffentlichten Erfassungstexte oder zusätzliche Informationen
- ID: Vom Landesamt für Denkmalpflege Sachsen vergebene, das Kulturdenkmal eindeutig identifizierende Objekt-Nummer. Der Link führt zum PDF-Denkmaldokument des Landesamtes für Denkmalpflege Sachsen. Bei ehemaligen Kulturdenkmalen können die Objektnummern unbekannt sein und deshalb fehlen bzw. die Links von aus der Datenbank entfernten Objektnummern ins Leere führen. Ein ggf. vorhandenes Icon  führt zu den Angaben des Kulturdenkmals bei Wikidata.